# Halowe Mistrzostwa Europy w Lekkoatletyce 1985 – pchnięcie kulą kobiet
Pchnięcie kulą kobiet – jedna z konkurencji technicznych rozgrywanych podczas halowych lekkoatletycznych mistrzostw Europy w hali Stadion Pokoju i Przyjaźni w Pireusie. Rozegrano od razu finał 2 marca 1985. Zwyciężyła reprezentantka Czechosłowacji Helena Fibingerová, która tym samym zwyciężyła w tej konkurencji po raz ósmy (poprzednio zdobywała złote medale w 1973, 1974, 1977, 1978, 1980, 1983 i 1984).

## Rezultaty

### Finał
Wystąpiło 8 miotaczek.

Opracowano na podstawie materiału źródłowego.
| Miejsce | Zawodniczka        | Wynik |
| ------- | ------------------ | ----- |
| 1       | Helena Fibingerová | 20,84 |
| 2       | Claudia Losch      | 20,59 |
| 3       | Heike Hartwig      | 19,93 |
| 4       | Mihaela Loghin     | 19,89 |
| 5       | Natalja Lisowska   | 18,85 |
| 6       | Judy Oakes         | 17,83 |
| 7       | Ursula Stäheli     | 16,15 |
| 8       | Simone Créantor    | 16,13 |